# Virginia O'Brien
Pour les articles homonymes, voir O'Brien.
Virginia O'Brien, (Virginia Lee O'Brien) née à Los Angeles, Californie, États-Unis, le 18 avril 1919, décédée à Woodland Hills, Californie, États-Unis,  le 16 janvier 2001 est une actrice et chanteuse américaine.

## Biographie
Virginia O'Brien a été l'épouse du l'acteur Kirk Alyn, premier acteur à avoir incarné Superman, en 1948.

## Filmographie sélective
- 1940 : Sky Murder de George B. Seitz (non crédité)
- 1940 : Hullabaloo de Edwin L. Marin
- 1941 : Les Marx au grand magasin (The Big Store) de Charles Reisner
- 1941 : Ringside Maisie de Edwin L. Marin
- 1941 : Lady Be Good (Divorce en musique) de Norman Z. McLeod
- 1942 : Croisière mouvementée (Ship Ahoy) de Edward Buzzell
- 1942 : Panama Hattie de Norman Z. McLeod, Roy Del Ruth et Vincente Minnelli
- 1943 : La Du Barry était une dame (Du Barry Was a Lady) de Roy Del Ruth
- 1944 : Deux Jeunes Filles et un marin (Two Girls and a Sailor), de Richard Thorpe
- 1944 : Meet the People de Charles Reisner
- 1945 : Ziegfeld Follies de Vincente Minnelli : elle même. chante "Bring on the wonderful men"
- 1946 : Les Demoiselles Harvey (The Harvey girls) de George Sidney
- 1946 : La Pluie qui chante (Till The Clouds Roll By) de Richard Whorf
- 1946 : Le Vantard (en) (The Show-Off) de Harry Beaumont
- 1947 : L'As du cinéma (Merton of the Movies) de Robert Alton
- 1955 : Francis in the Navy d'Arthur Lubin
- 1976 : Gus de Vincent McEveety